# Palazzo Rinuccini
Palazzo Rinuccini è un edificio stoirico del centro di Firenze, zona Oltrarno. Composto da almeno tre nuclei riuniti, si trova via Santo Spirito da 31 a 41, angolo via Maffia e via dei Serragli. Il palazzo appare nell'elenco redatto nel 1901 dalla Direzione Generale delle Antichità e Belle Arti, quale edificio monumentale da considerare patrimonio artistico nazionale.

## Storia
Questo grande palazzo è nato dall'unione di più edifici, con un'unica facciata realizzata nella prima metà del XVIII secolo.

### Origini

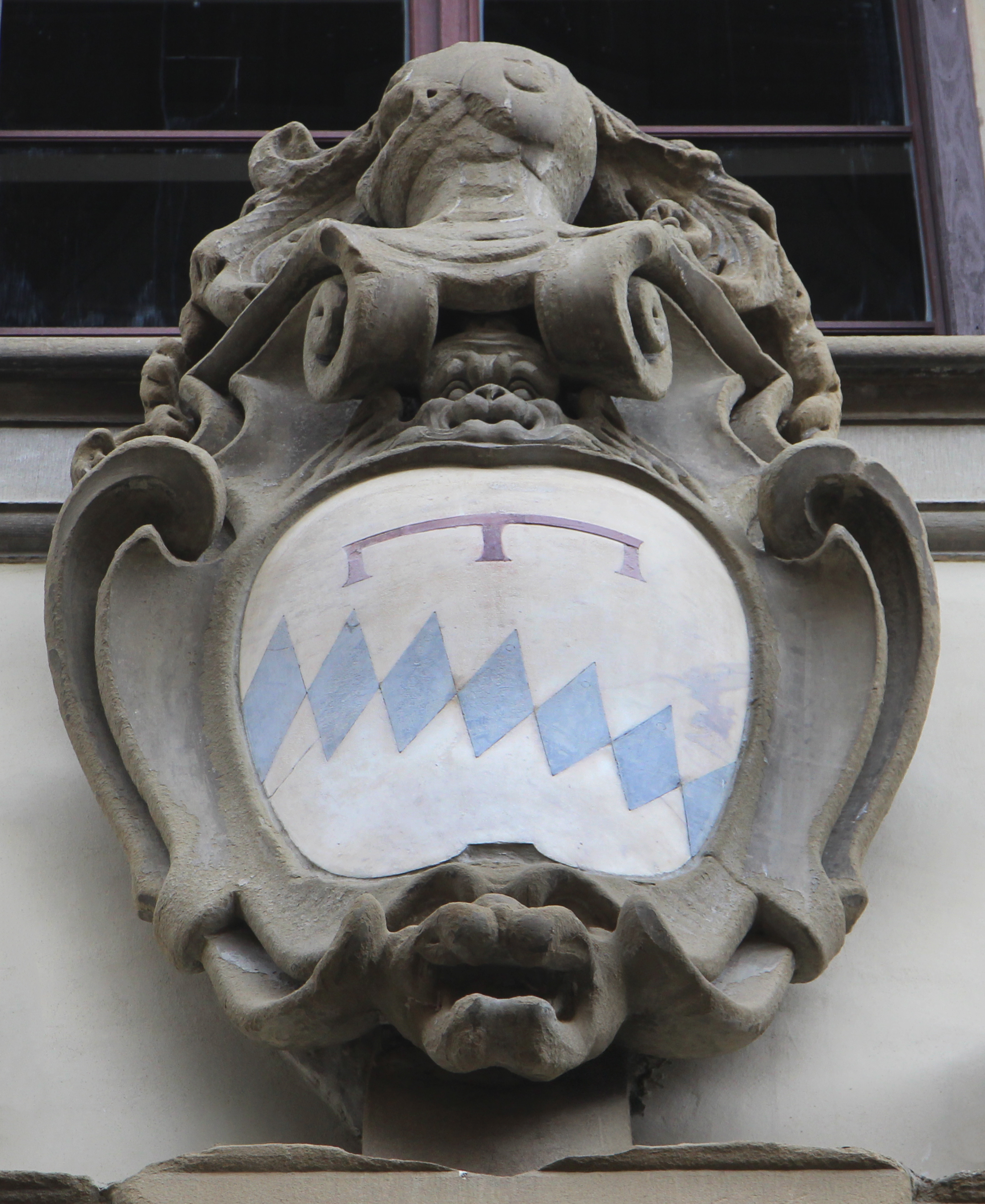
Stemma Rinuccini

Al numero 39 l'edificio è da interpretare come nucleo iniziale di una estesa fabbrica, unificata negli interni ma frazionata per quanto concerne gli affacci, che si estende su questo tratto della strada fino alla cantonata con via Maffia, dove prosegue per otto assi, e verso via de' Serragli, a costituire una grande proprietà storicamente legata alla famiglia Rinuccini fino alla metà dell'Ottocento. In questa porzione erano originariamente varie case dei Soderini, confiscate nel Cinquecento per il ruolo avuto dalla famiglia nelle congiure antimedicee. Per quanto concerne questo nucleo, in particolare, sappiamo della presenza di due case (estese in profondità fino a giungere con alcuni orti su via Maffia), rispettivamente donate ai Vitelli e alla Sapienza di Pisa e, attorno al 1605, acquistate da Virginia Savelli vedova Vitelli, quindi unificate e dotate della facciata che ancor oggi caratterizza l'immobile. Questa, presumibilmente eretta tra il 1606 e il 1610, è tradizionalmente attribuita a Lodovico Cardi detto il Cigoli, al quale si riconduce anche il cortile interno dai quattro lati porticati, e appare continuativamente segnalata nella letteratura per la sua purezza di linee, "benché il piano terreno sia un po' pesante in relazione allo spazio ristretto". Precisa la guida di Firenze compilata da Pietro Thouar (1841): "la porzione annessa alla fabbrica segnata di n.o 2012 si dice di Gherardo Silvani". 
Per quanto riguarda gli interni sono da segnalare importanti lavori datati tra il 1733 e il 1744 nell'ambito dei quali, tra l'altro, vennero realizzate le nuove scale e sistemato il giardino con la sua loggia, il tutto su progetto dell'architetto Pietro Paolo Giovannozzi. A questo stesso periodo risalgono varie opere tese ad arricchire gli interni e dovute allo scultore Girolamo Ticciati, tra le quali si segnala la grande statua de l'Architettura, eseguita nel 1736 e posta fra le due ultime rampe della scala. 

### Ampliamento

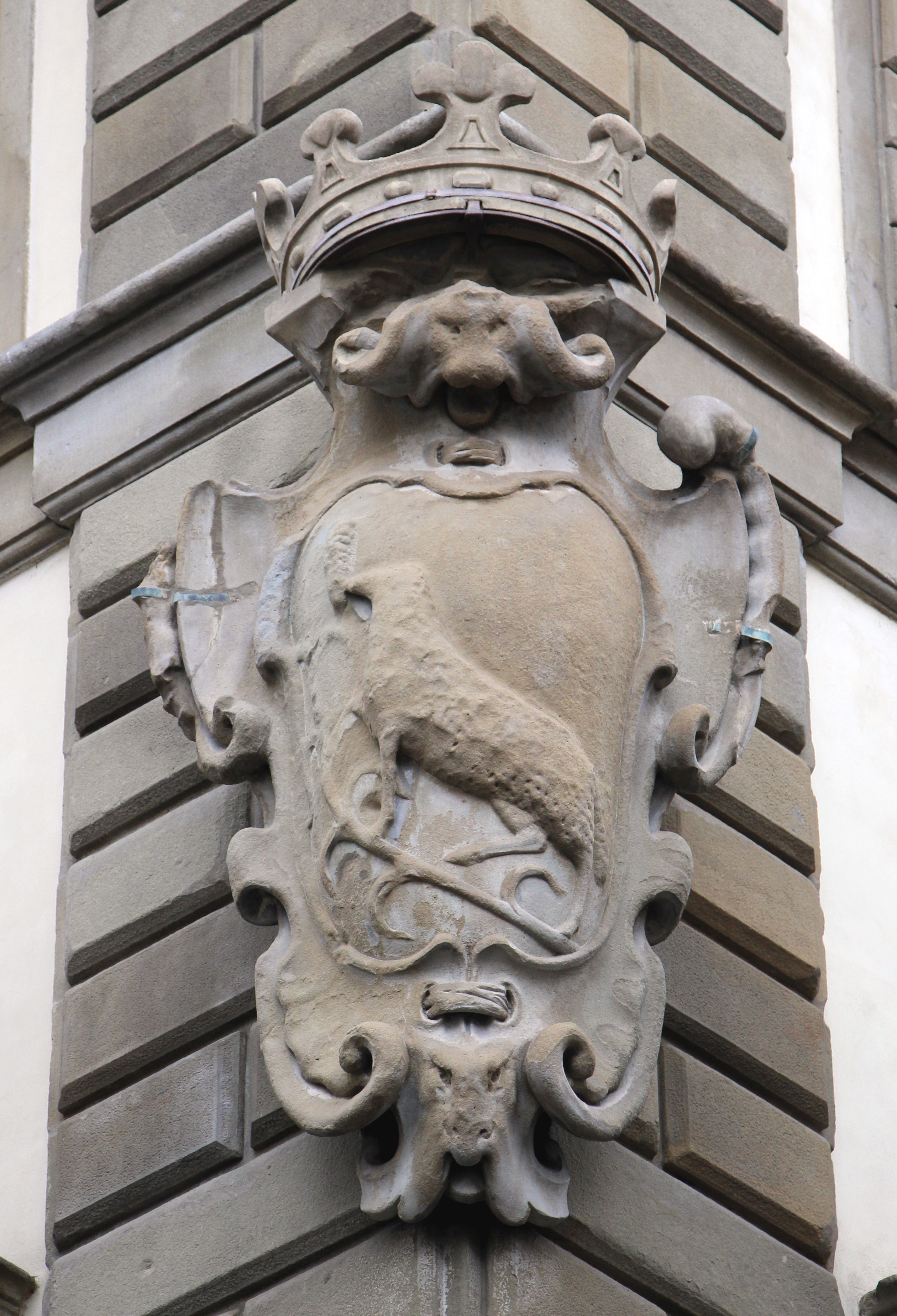
Stemm Pecori attribuito a Giovanni Battista Foggini

Nel frattempo e con acquisti successivi i Rinuccini erano entrati in possesso delle altre case poste attorno alla cantonata fra via Santo Spirito e via Maffia (nn. 31-33-35) di modo che, a partire dal 1753, si operò per riunirle al palazzo che in particolare necessitava di più ampie rimesse per le carrozze, affidandosi all'opera dell'architetto Giulio Mannaioni. 
A questo si devono quindi le due facciate sulla coatonata con via Maffia (lavori terminati nel 1758) e la nuova grande scuderia sorta tra le due strade e costituita da un grandissimo locale a volte sorretto da sei colonne. Al di sopra di questa scuderia, dopo qualche anno, fu sistemata la libreria per accogliere la preziosa biblioteca dei Rinuccini (nell'Ottocento il locale fu poi trasformato in piccolo teatro). 
Ai primi dell'Ottocento la proprietà ebbe il suo logico completamento con l'acquisto del palazzo Pecori posto sulla cantonata tra via Santo Spirito e via dei Serragli, oramai completamente circondato dalle proprietà dei Rinuccini. Tale prorietà (n. 41) si era orginata a partire da altre case dei Soderini, acquistate dai Pecori, quindi trasformate in un unico edificio definitosi come palazzo tra la fine del Seicento (1691) e i primi del Settecento, per opera dell'architetto Pier Francesco Silvani che, come annota Filippo Baldinucci, lo "rimodernò, abbellì, ed accrebbe".
La straordinaria raccolta di opere d'arte esposte negli interni tra Sette e Ottocento, certo una delle più ragguardevoli della città, è documentata dal prezioso elenco stilato da Federico Fantozzi nella sua guida del 1842, che si dispiega per ben sedici pagine. Nel 1848, alla morte di Pier Francesco Rinuccini, ultimo erede maschio della famiglia, la proprietà venne divisa tra le figlie. In particolare gli eredi di Eleonora Rinuccini, sposata con Neri dei principi Corsini, vendettero, nel 1888, il palazzo al cav. ing. John Elliott che ne utilizzò parte come residenza personale e parte per affittare. Il figlio ing. Edward Elliott vendette al Comune di Firenze nell'anno 1919con il tassativo vincolo della destinazione a sede scolastica (Regia scuola industriale femminile). In seguito ha ospitato l'Istituto professionale femminile Lucrezia Tornabuoni, poi l'Istituto tecnico femminile Ginori Conti e la Scuola media Ugo Foscolo. Dopo una ristrutturazione del 2003, accoglie oggi il Liceo “Niccolò Machiavelli”, con gli indirizzi Classico, Scienze Umane e Scienze Umane con opzione Economico-Sociale.
Tra l'aprile del 2010 e l'agosto del 2012, la facciata è stata oggetto di un eccellente restauro, su progetto dell'architetto Maria Cristina Fiorani (funzionario della Soprintendenza architetto Fulvia Zeuli), nell'ambito di un cantiere che ha interessato anche gli altri prospetti del complesso ad eccezione del fianco su via Maffia.

## Descrizione

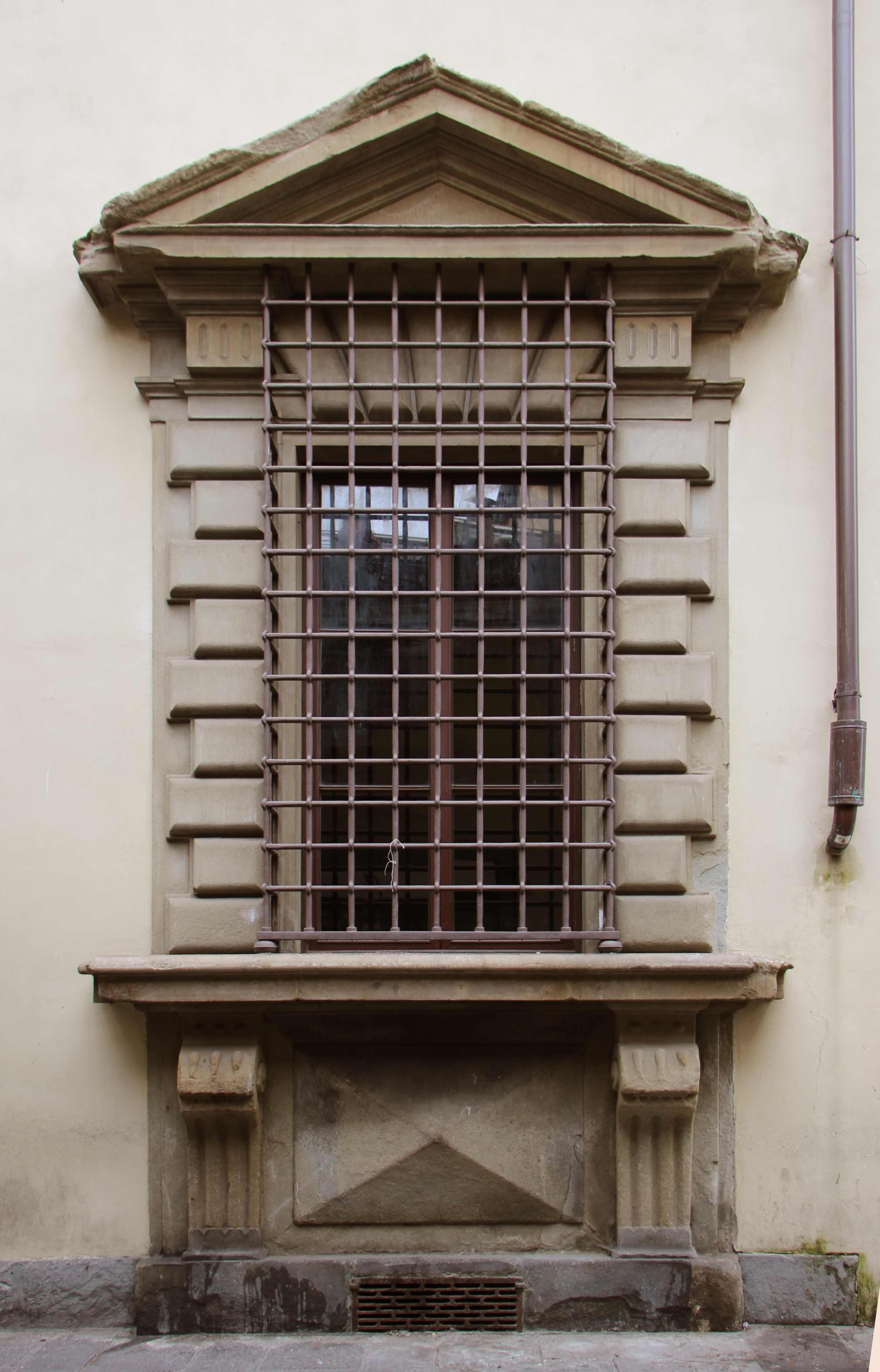
Finestra inginocchiata, su via Santo Spirito 39-41

Il nucleo sinistro si sviluppa per tre piani e otto assi su via dei serragli, con due portali gemelli sormontati da pseudobalconi, e finestre con cornici in pietra quadrangolari. Su via Maffia si sviluppa in forme sufficientemente anonime, con un accesso carrabile al numero 8 rosso, segnato da uno scudo con l'arme dei Rinuccini (alla banda di losanghe accollate, accompagnata in capo da un lambello a tre pendenti). 
La porzione centrale è organizzata su tre piani per altrettanti assi. Qui, in corrispondenza del finestrone posto in asse con il portale di accesso, è uno scudo con l'arme dei Rinuccini. Qui si trova anche una lapide al cantante Odoardo Spadaro.
| QUI NACQUE IL 16 GENNAIO 1893 ODOARDO SPADARO ATTORE, CANTAUTORE E AUTORE DELLA CELEBRE "LA PORTI UN BACIONE A FIRENZE" IL COMUNE POSE NELL'ANNO 2020 |

La porzione destra si presenta con tre alti piani per cinque assi su via Santo Spirito e sette su via de' Serragli. A Giovanni Battista Foggini si deve lo scudo in pietra serena, in parte eroso, che ancora oggi si ammira sulla cantonata, con l'arme dei Pecori (alla pecora dappoggiata a uno stelo di saggina, posto in banda e curvato), eseguito, come annota lo stesso Baldinucci, su disegno dello zio Jacopo Maria Foggini, quando Giovanni Battista era "in tenera età, prima di portarsi a Roma: e fu il primo saggio dell'ottima riuscita che egli ha fatta poi nell'arte della scultura", da datarsi quindi entro il 1673. L'arme dei Pecori ricorre anche sul portone d'ingresso di via Santo Spirito, questa volta scolpita in marmo nella versione concessa a Francesco Maria Pecori dall'imperatore Giuseppe I (all'aquila bicipite coronata, spiegante le ali al di sopra di una pecora coricata rivolta sul terreno e brucante una pannocchia di saggina; il tutto sormontato da due fulmini, uscenti da una nuvola posta nel punto del capo e da un breve, caricato del motto 'Caesaris est') e recante un cartiglio con iscrizione e la data 1727. 

### Interno

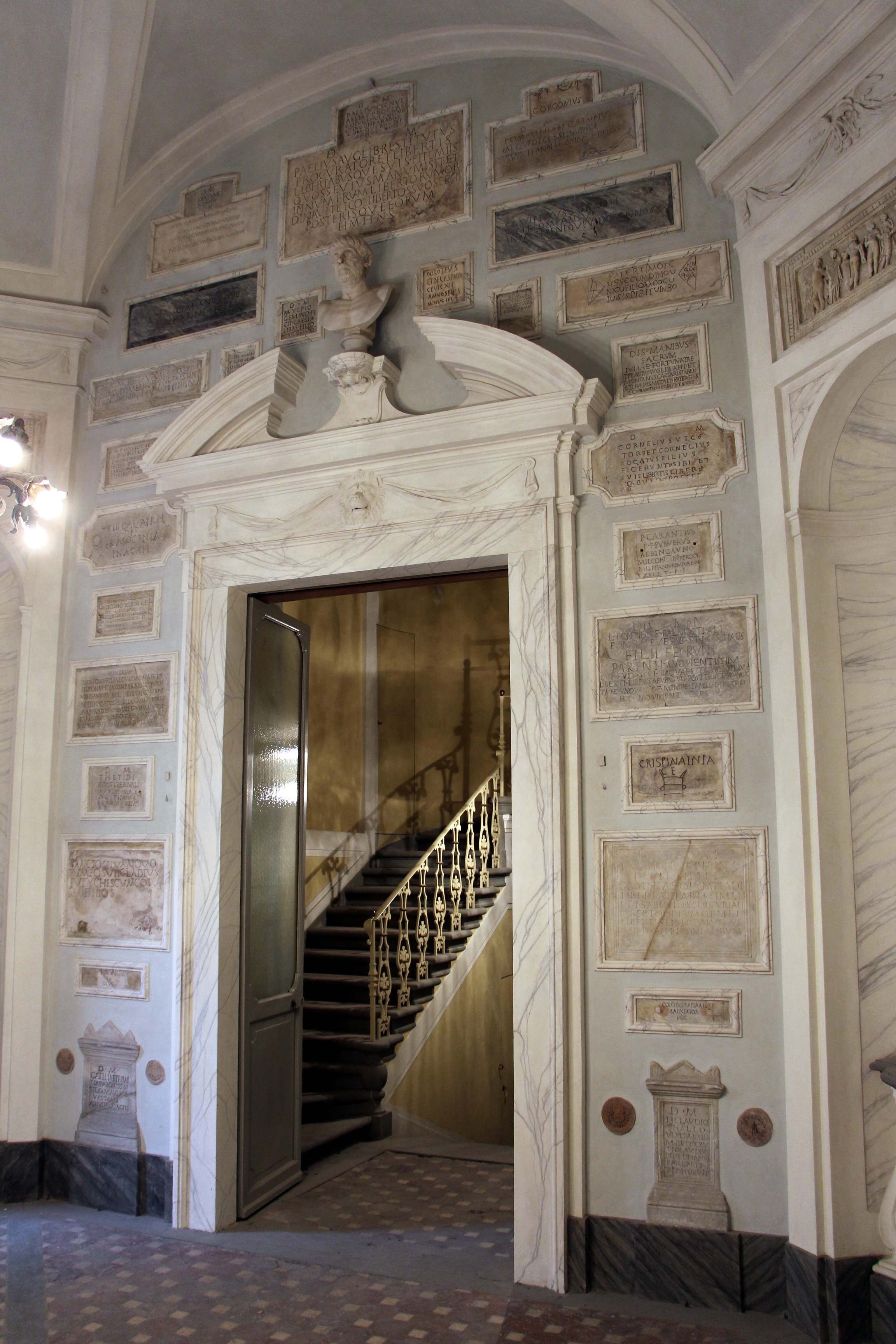
Il Ricetto delle iscrizioni

L'interno è riccamente decorato, con affreschi di Bernardino Poccetti (grottesche e cappella con le Storie di Santa Caterina, 1609-1609), Giuseppe Zocchi, Giuliano Traballesi, Luigi Catani e Niccolò Connestabile. Al piano nobile, dopo lo scalone, si incontrano alcune stanze con soffitti cinquecenteschi a grottesche, di autore ignoto, ma vicine stilisticamente a quelle del corridoio degli Uffizi.
Il salone contiene sul soffitto un'Apoteosi della famiglia Rinuccini, recentemente restaurata e restituita al suo originario splendore.  Da qui si accede alla cappellina di famiglia, dedicata a santa Caterina d'Alessandria, alle stanze delle Quattro Stagioni, con gli affreschi di Giuseppe Zocchi e stucchi di Giovan Martino Portogalli (1759), e, tramite un'anticamera, alla galleria, dove si trova il grande affresco sul soffitto con il Mito di Niobe di Niccolò Connestabile. Alle estremità di questo salone, che corrisponde all'antico palazzo Pecori e che dà su via de' Serragli, illuminato da ampie finestre per godere della collezione dei dipinti della famiglia, si trovano due dipinti a monocromo dedicati rispettivamente ad Apollo, con il mito di Marsia, e a Diana, con Atteone.
Le sale che circondano il giardino sono decorate da affreschi "da sott'in sù" sul soffitto, con temi letterari (sala di Penelope), storici (sala di Lucrezia) e mitologici, come il boudoir di Apollo, piccolo ambiente decorato da affreschi, ori e specchiature, che deve il nome alle pitture legate ai miti di Apollo, tra le ultime opere di Giuseppe Zocchi (1763): Latona, Marsia, Dafne, Asclepio e Chirone, Niobe e Deucalione e Pirra. Da qui si accede a un piccolo vano con decorazioni a grottesche, che si affaccia sul giardino pensile del primo piano, tenuto con erba e fiori. 
Un vestibolo vicino allo scalone è decorato da una serie di tondi con bassorilievi in marmo, opera quasi esclusiva di Girolamo Ticciati. Tra i più antichi c'è il bassorilievo di Galileo, molto simile al ritratto della sua tomba in Santa Croce, dello stesso autore, mentre i tre ritratti di casa Medici (Leone X, Cosimo il Vecchio e Lorenzo il Magnifico) celebrarono il riappacificamento tra Medici e Rinuccini ai tempi del Granducato. Sullo scalone si trova una statua con personificazione dell'Architettura di Girolamo Ticciati (che allude anche alla presenza di una loggia massonica all’interno del palazzo) recentemente restaurata.
Nel vestibolo del teatro e nel giardino è inoltre ospitata la più grande raccolta archeologica privata della città, formatasi nel XIX secolo e composta da più di 150 pezzi di epoca romana, soprattutto busti, teste, rilievi, iscrizioni, sarcofagi e bolli laterizi.

### Teatro Rinuccini

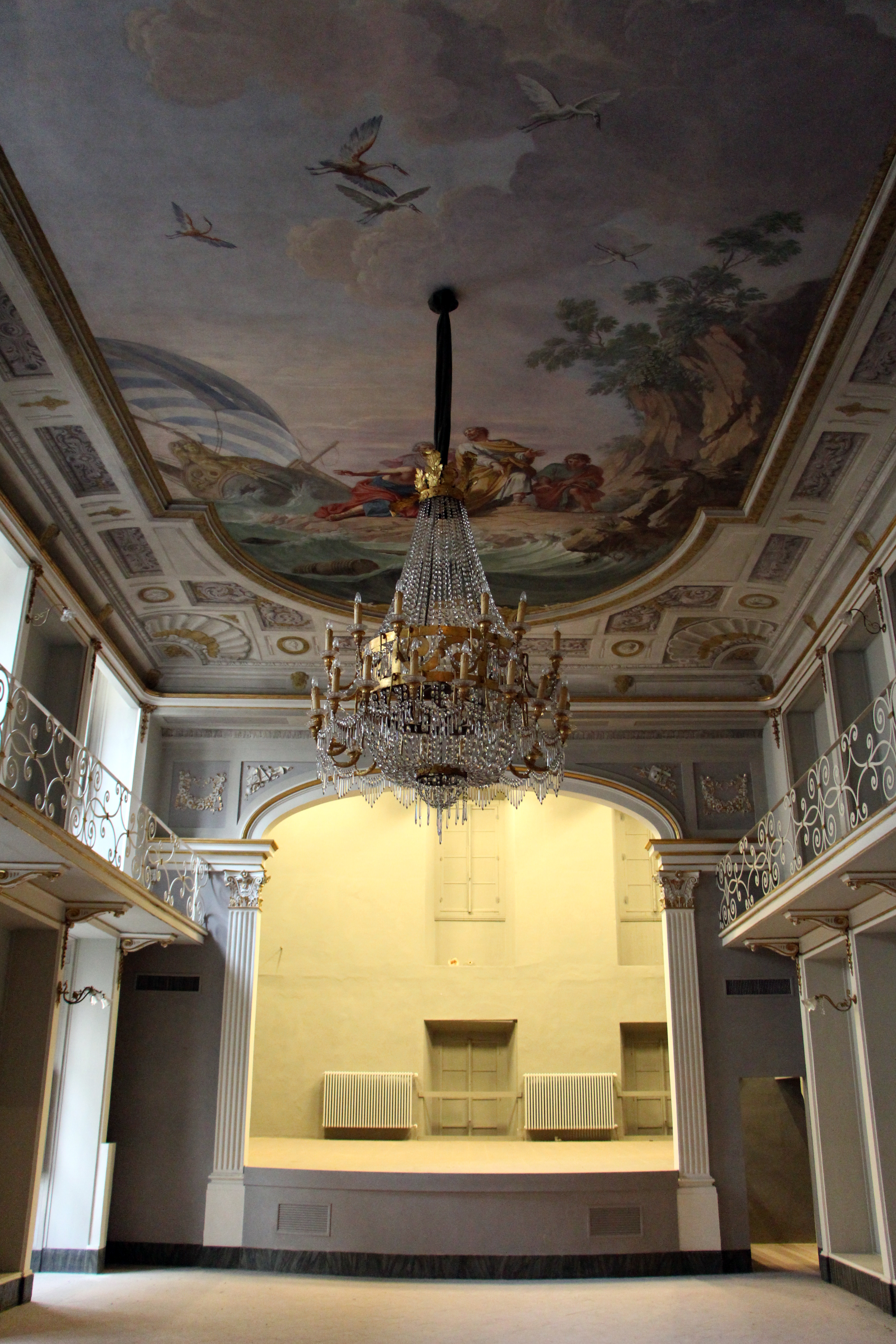
Il teatro, ex-biblioteca

Il Teatro Rinuccini è stato uno dei più prestigiosi teatri privati della città. Oggi appartiene alla Provincia di Firenze e al Liceo Statale “Niccolò Machiavelli”. Venne creato ad uso della famiglia nel 1753.
Nel 1975 sarebbe dovuto diventare un teatro pubblico per la scuola "Eduardo de Filippo" e nell'occasione venne sottoposto a un accurato restauro. Incomprensioni con le istituzioni locali mandarono però all'aria il progetto, ed oggi la sala è usata solo saltuariamente per piccoli eventi, oppure come Aula Magna dell'istituto.
Nel 2005 l'area è andata incontro a un progetto di restauro a opera di città metropolitana e provincia, interrotto poi nel 2008 per mancanza di fondi.
A partire da settembre del 2016, la preside del Liceo statale “Niccolò Machiavelli” Gilda Tortora ha deciso di contattare la città metropolitana, il sindaco Dario Nardella e la senatrice del PD Rosa Maria di Giorgi al fine di reperire i fondi. Ciò ha permesso di concludere i lavori e la riapertura è avvenuta il 12 gennaio 2018. Ad oggi, tuttavia, non è stato ancora iniziato il restauro delle aree del backstage e del camerino affrescato.

### Il giardino
Il giardino interno è composto da quattro aiuole rettangolari circondate da muri con busti marmorei e cigni in terracotta sulla sommità e, sul lato nord, una terrazza a forma di "U". Vi si trova anche una fontana con statua entro una nicchia sul lato sud.

## Bibliografia

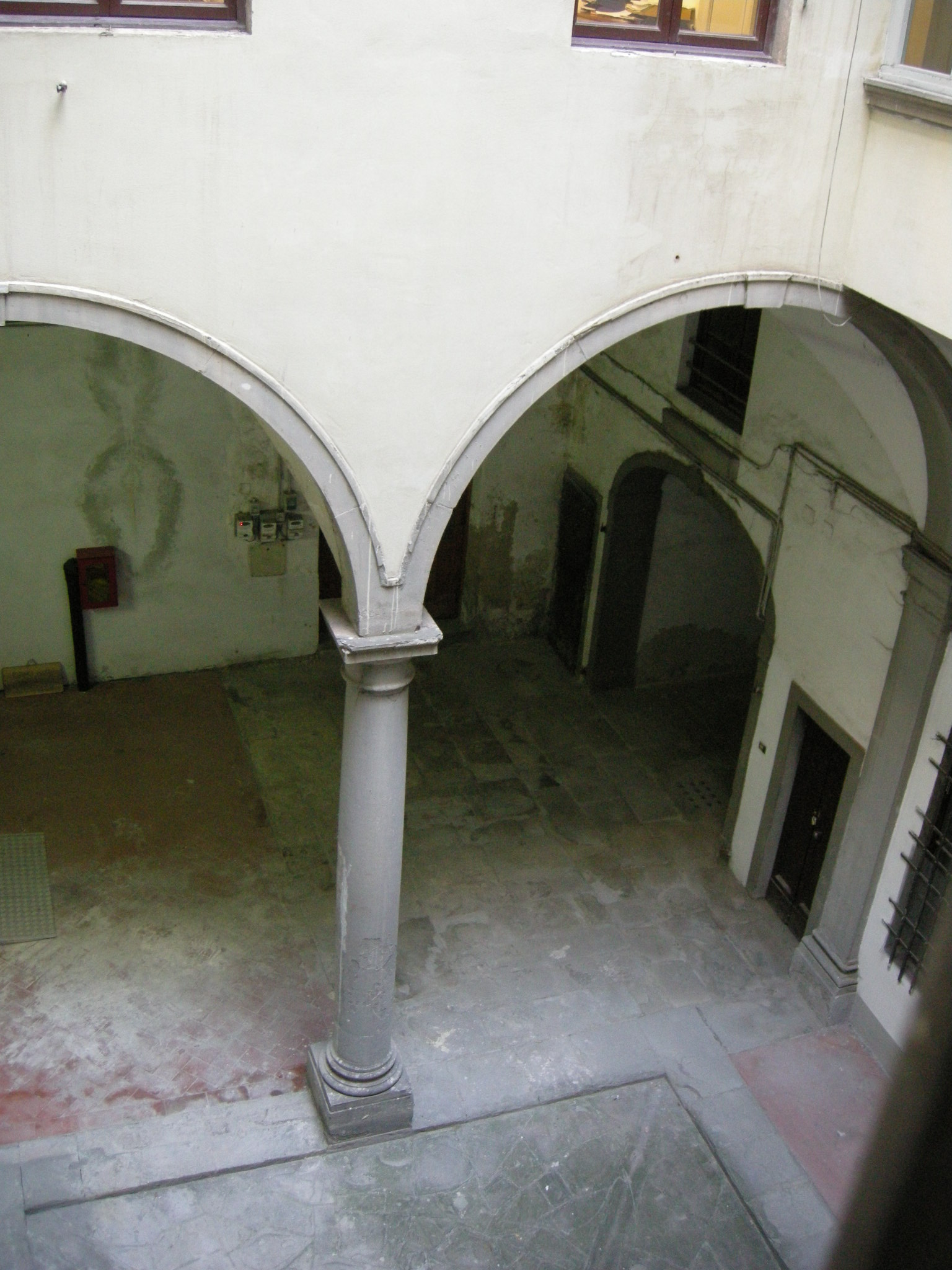
Il cortile porticato

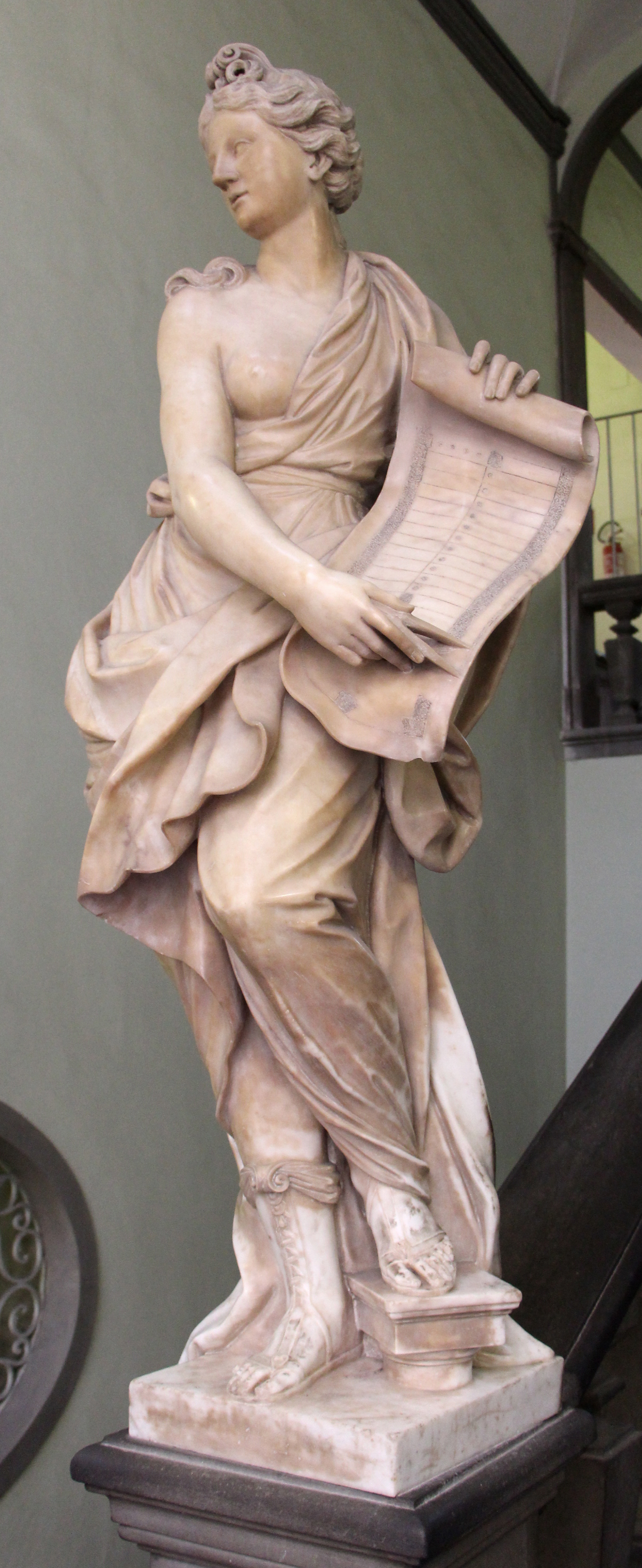
Girolamo Ticciati, Architettura